# Kathy Keeler
Kathy Keeler, född den 3 november 1956 i Galveston i Texas, är en amerikansk roddare.
Hon tog OS-guld i åtta med styrman i samband med de olympiska roddtävlingarna 1984 i Los Angeles.